# Ribautia fuhrmanni
Ribautia fuhrmanni är en mångfotingart som beskrevs av Ribaut H. 1912. Ribautia fuhrmanni ingår i släktet Ribautia och familjen storjordkrypare.
Artens utbredningsområde är:
- Colombia.
- Guyana.

Inga underarter finns listade i Catalogue of Life.